# Mikrá Anógia
Mikrá Anógia, en  : Μικρά Ανώγεια, ou Anógia (grec moderne : Ανώγεια), est un village du dème de Réthymnon, en Crète, en Grèce. Selon le recensement de 2011, la population de Mikra Anógia compte 131 habitants. Le village est situé à une altitude de 240 m et à 4 km de Réthymnon.